# Voulpaix
Voulpaix este o comună din nordul Franței, situată în departamentul Aisne în regiunea Picardia în Franța.
1. ↑  répertoire géographique des communes, accesat în 26 octombrie 2015
2. ↑  dataset of postal codes in France, 1 octombrie 2018